# Johan Hennum

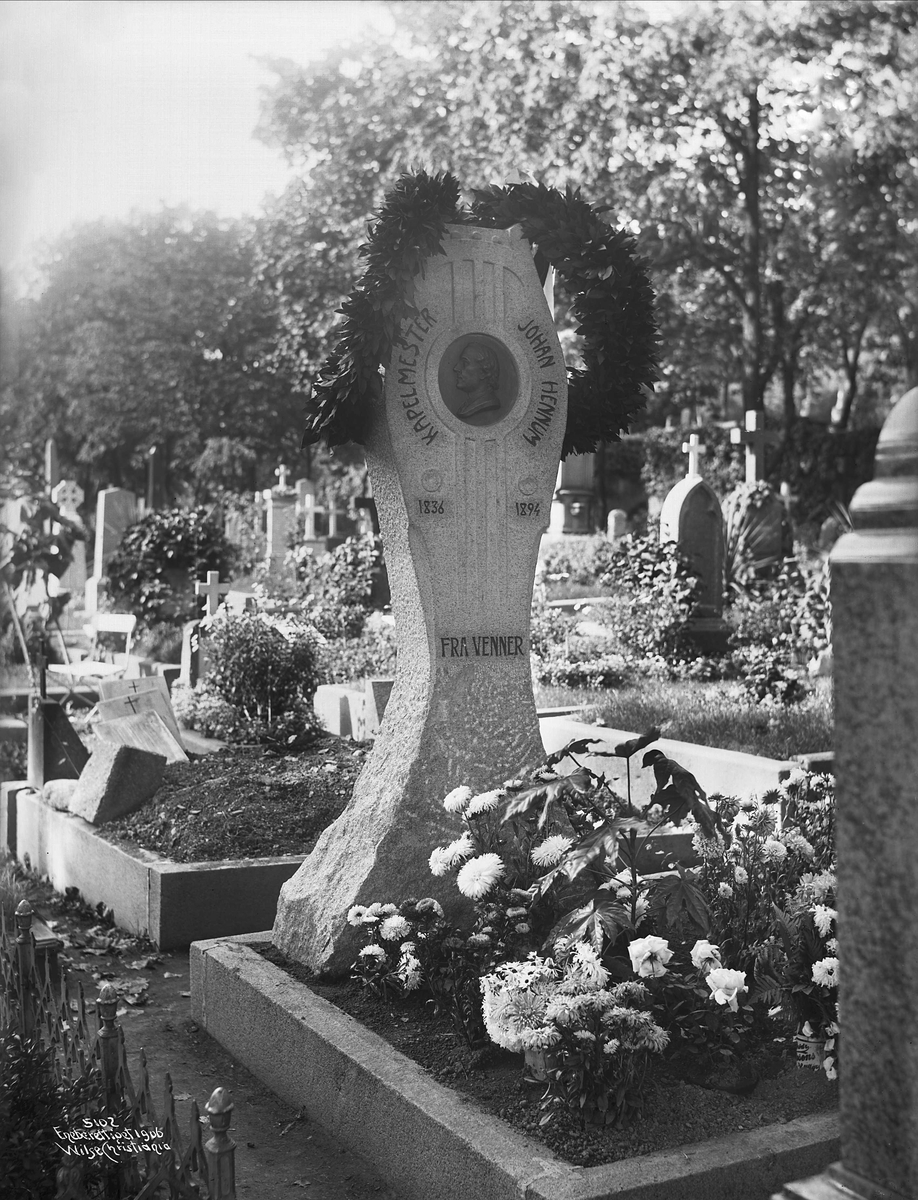
Johan Hennums gravplats på Vår Frelsers gravlund i Oslo

Johan Edvard Hennum, född 26 augusti 1836 i Kristiania, död där 13 september 1894, var en norsk cellist och kapellmästare.
Hennum blev 1851 cellist i Christiania Theaters orkester. Åren 1854–56 vistades han i Köpenhamn för att under Friedrich Kuhlau ytterligare utbilda sig på sitt instrument, och 1859 reste han med statligt stipendium till Bryssel, där han studerade hos Adrien-François Servais.  År 1866 anställdes han som kapellmästare vid Christiania Theater, en befattning vilken han innehade till sin död. År 1877 besökte han, i syfte att studera opera, Berlin, Dresden, Leipzig och Frankfurt am Main.
Trots att det, med undantag för 1874–76, vid Christiania Theater inte fanns någon fast operapersonal och både kören och orkestern var tämligen primitiva, uppnådde Hennum ofta mycket goda resultat. Av större operor uppfördes under hans tid Christoph Willibald Glucks Iphigenia i Aulis, Wolfgang Amadeus Mozarts Don Juan och Figaros bröllop, Ludwig van Beethovens Fidelio, Carl Maria von Webers Friskytten, Giacomo Meyerbeers Hugenotterna, Richard Wagners Tannhäuser och Charles Gounods Faust, förutom många mindre operor och operetter.
Under senare år ledde Hennum även en rad populära konserter. Som cellist var han mycket anlitad; han var i synnerhet en framstående kammarmusiker och under många år knuten till huvudstadens kammarmusiksoaréer.